# 国际民防组织
国际民防组织（英語：International Civil Defence Organisation - ICDO）是总部位于瑞士日内瓦的政府间国际组织。ICDO按1966年《国际民防组织章程》成立，目前共有60个会员国、16个观察会员国和22个附属会员。

## 任务
ICDO主要任务包括：
1. 发展和维持负有保护、营救人民和财产任务的机构间的密切合作；
2. 鼓励在没有成立民防组织的各国，特别是发展中国家内，成立并发展民防组织；并应各国请求，协助其成立和发展保护、营救人民和财产的组织；
3. 同各专门机构、各政府部门、各职业团体及认为适当的组织建立并维持有效的合作；
4. 促进和确保各国保护、营救人民和财产方面的资料、经验、人员和专家的交换工作；
5. 应会员请求，提供适当的技术协助，其中包括可能需要的组织计划、讲员、专家、设备和器材等；
6. 设立并维持可能需要的技术服务，包括资料中心、研讨中心、研究中心、设备中心等；
7. 收集并提供下列资料：危害人民的有关水灾、地震、雪崩、大火、暴风雨、水坝爆裂或其他形式的灾害，以及空气和水的污染或现代战争武器的攻击等各方面的组织、保护和作业原则；
8. 收集并提供有关保护和营救人民和财产方面的报告、研究资料、研究工作及专门性的资料；
9. 收集并提供有关可以使用于7项中所列各种危险情况下的新式设备和器材的资料；
10. 协助会员国培养国内人民充分理解危难时所应采取的防止和保护行为的必要性的舆论；
11. 研究防止灾害造成损失的适当措施的知识和经验的交流，并对它做出贡献；
12. 在遇有大灾难时，加强各营救组织与救济组织、团体的努力；
13. 在遇有大灾难时，在各会员中起带头作用，并对营救工作做出贡献；
14. 研究并传播保护和营救机构人员的训练教材、课程和设备的知识；
15. 借着资料的报导、研究报告的发行，促进有关保护和营救人民和财产的研究。

## 结构
ICDO设立了大会、执行理事会和秘书处。大会是最高权力机关，每两年举行一次。执行理事会负责实施大会的决定，并开展组织活动。秘书处负责组织的技术和行政管理。